# جاي تي كينغ
جاي تي كينغ (بالإنجليزية: J. T. King)‏ هو لاعب كرة قدم أمريكية أمريكي، ولد في 22 أكتوبر 1912 في ويلموت في الولايات المتحدة، وتوفي في 27 يناير 1993.